# Charlotte Hornets
Charlotte Hornets er et amerikansk basketballhold fra Charlotte i delstaten North Carolina som spiller i NBA-ligaen.
Der originale Charlotte Hornets hold blev stiftet i 1988 og spillede der frem til 2002 hvor at holdet blev flyttet til New Orleans. Et nyt hold i Charlotte blev stiftet i 2004 under navnet Charlotte Bobcats.
I 2013 skiftede New Orleans Hornets navn til New Orleans Pelicans, et navn som passede bedre med regionen. Kort efter dette så anmodede Bobcats ejeren Michael Jordan om at ændre Bobcats' navn til Hornets. Ligaen accepterede og i 2014 ændrede Charlottes hold navn tilbage til Hornets. Det blev ved pressekonferencen hvor at holdets nye navn blev annonceret også annonceret at Pelicans ville transfere historien om det originale Charlotte Hornets hold mellem 1988-2002 til det nye Charlotte Hornets.
Dermed ses New Orleans Hornets/Pelicans i dag som et nyt hold som opstod i 2002, og ikke som en forsættelse af Charlotte Hornets holdet som eksisterede før. Det nye Charlotte Hornets ses dermed som et hold som blev grundlagt i 1988, stoppede midlertidigt mellem 2002-04, vendte tilbage i 2004 som Charlotte Bobcats, og ændrede navn tilbage til Hornets i 2014.

## Historie

### De første år
I 1985 begynde NBA planer på at udvide ligaen. Efter denne nyhed begynde en lokal entreprenør, George Shinn, at samle lokale forretningsmænd til at skaffe et NBA hold til Charlotte.
Shinns kampagne var succesful, og Charlotte, sammen med Minneapolis, Miami og Orlando blev givet et hold forud for 1988-89 sæsonen.
Hornets startede som mange nye hold med at tabe meget. I deres første 3 sæsoner var deres bedste resultat at vinde 26 kampe og tabe 56. Dette stoppede dog ikke folk i Charlotte med at komme til deres kampe. Hornets spillede i Charlotte Coliseum, hvilke var den største NBA arena med næsten 24.000 pladser. Trods dette så var arenaen fuldt 364 kampe i streg.

### Johnson og Mourning eraen
Ved 1991 draften vandt Hornets det første valg, og valgte Larry Johnson. Det viste sig at være en god beslutning da Johnson vandt Rookie of the Year i hans debutsæson. Hornets blev bedre med Johnson, men var stadig et at ligaens dårligere hold. Ved 1992 draften var Hornets heldige i at vinde valg nummer 2, hvor at de tog Alonzo Mourning.
Med Johnson og Mourning på holdet, samt spillere som Kendall Gill og den mindste spiller i NBA-historien, Muggsy Bouges, blev Hornets markant bedre. I 1992-93 vandt Hornets 44 kampe, og havde dermed holdets første vindende sæson. Holdet kvalificerede sig også til slutspillet for først gang. Her overraskende vandt Hornets imod Boston Celtics i den første runde før at de tabte til New York Knicks.
Hornets skuffede i 1993-94 sæsonen i det at holdet både vandt og tabte 41 kampe, og akkurat missede slutspillet. Dette var dog hovedsageligt på grund af skader til både Mourning og Johnson i løbet af sæsonen.
Med Mourning og Johnson friske, vandt Hornets 50 kampe i 1994-95 sæsonen, og de vendte tilbage til slutspillet, men de tabte i den først runde til Michael Jordan og hans Bulls.

### Glen Rice eraen
Efter 1994-95 sæsonen blev Hornets tvunget til at enten trade Johnson eller Mourning. De to spillere nægtede at spille sammen længere efter at deres forhold var brudt sammen, hovedsageligt om debatten om hvem af de to var den bedste spiller på holdet. Mourning endte med at blive handlet til Miami Heat, hvor at Hornets modtog Glen Rice, Matt Geiger og Khalid Reeves.
Selvom tabet af en af de absolut bedste center i ligaen i Mourning var stort, så var Glen Rice en god spiller at få igen. Rice ledte holdet i scoring i hans debutsæson med holdet. Hornets handlede sig også til Kenny Anderson i løbet af sæsonen efter at Bouges havde fået en skade, og sendte Kendall Gill til New Jersey Nets i bytte. Trods Rice og Johnson lykkedes det ikke at opnå slutspilskvalifikation.
1996 ville blive et stort år for holdet. Før 1996-97 sæsonen blev Larry Johnson tradet til New York Knicks for Anthony Mason og Kenny Anderson valgte ikke at skrive ny kontrakt med klubben og skiftede til Portland Trail Blazers. Ved draften valgte Hornets den fremtidige superstjerne Kobe Bryant med det 13. pick, men de valgte at trade ham samme dag til Los Angeles Lakers for Vlade Divac.
Trods tabet af Johnson og Kobe Bryant, så viste de mange ændringer som holdet havde lavet at give pote. Muggsy Bouges var tilbage fra skaden, Glen Rice spillede sin karrieres bedste sæson, Anthony Mason fyldte power forward position godt og Divac og Geiger dannede en meget kompetent center-rotation. Hornets vandt i 1996-97 sæsonen 54 kampe, som var det bedste sæson i klubbens historie, og var tilbage i slutspillet. Trods en meget god sæson, så var slutspillet en skuffelse i det at de tabte i den første runde til Knicks uden meget modstand.
1997-98 sæsonen var også en succes. Bouges blev tradet til Golden State Warriors for David Wesley og Bobby Phills kort efter sæsonens start. Hornets nåede igen slutspillet, og kom denne gang forbi den første runde, men tabte til de eventuelle mestre i Chicago Bulls i den anden runde.

### De sidste år af det originale Charlotte Hornets
1998-99 sæsonen var plaget af et lockout, som markant forkortede sæsonen og forsinkede sæsonens start. Hornets havde under lockoutet interne problemer. Dette resulteret i en skuffende sæsonen, hvor at stjernen Rice blev handlet til Lakers i løbet af sæsonen og at Hornets missede slutspillet akkurat.
Hornets endte med det tredje valg ved draften i 1999 som blev brugt på Baron Davies som hurtigt blev holdets nye leder. Over de næste par sæsoner var Hornets et godt hold som kvalificeret sig til slutspillende alle år før at de flyttede til New Orleans. Trods dette så faldt fremmøde til deres kampe markant, hovedsageligt på grund af at ejeren George Shinn var blevet upopulær i byen.
I 2002 gav NBA Shinn lov til at flytte holdet til New Orleans.

### Charlotte Bobcats - et nyt hold
For at undgå lignende kontrovers og lovelige problemer som NFL havde fået over Cleveland Browns franchisen var blevet flyttet til Baltimore, åbnede ligaen muligheden for at der kunne komme et nyt hold i Charlotte. Flere grupper lavede forsøg på at få det nye hold, herunder en gruppe ledt af NBA-legenden Larry Bird, men det blev en gruppe ledt af Robert L. Johnson som fik holdet. Robert L. Johnson blev hermed den første sorte ejer af et NBA hold nogensinde.

### Det første Bobcats år
Bobcats startede med at være en af ligaens dårligere hold, som mange nye hold gjorde. Det lykkedes dog Bobcats at begynde at samle flere lovende unge spillere som Gerald Wallace og Emeka Okafor. Trods dette, så var det første 3 sæsoners bedste resultat at vinde 26 kampe, og dermed tabe 56 det bedste de kunne opnå.
I 2006 annoncerede Bobcats and NBA-legenden Michael Jordan, som voksede op i North Carolina, havde købt en andel af holdet.
Ved 2007 draften tog Bobcats Brandan Wright, men tradede ham til Warriors for Jason Richardson. Bobcats blev bedre som resultat, men kunne stadig kun vinde 32 kampe.
Bobcats fortsatte med at bygge på holdet, og efter at de draftede D.J. Augustin i 2008, samt en handel hvor de fik Boris Diaw og Raja Bell fra Phoenix Suns. Holdet kom det tætteste de nogensinde havde været på slutspillet da de kun manglede at vinde 4 flere kampe i 2008-09 sæsonen.

### Det sidste Bobcats år
Før 2009-10 sæsonen lavede Bobcats mange ændringer på og af banen. På banen draftede de Gerald Henderson, samt handlede de sig til Stephen Jackson og Tyson Chandler. Det blev kort efter i februar 2010 annonceret at Michael Jordan havde købt holdet, hvilke gjorde Jordan til den første tidligere spiller til at blive ejeren af et NBA hold.
2009-10 sæsonen ville blive Bobcats bedste nogensinde da de for første gang sluttede med flere sejre end nederlag, og nåede til slutspillet. På symbolsk hvis sikrede Bobcats sig en plads i slutspillet ved at slå New Orleans Hornets. Gerald Wallace blev i denne sæson også den første og eneste spiller fra Bobcats til at komme på All-Star holdet. Slutspillet gik dog ikke godt for Charlotte i det at de tabte alle fire kampe til Orlando Magic som var ledt af Dwight Howard.
2010-11 sæsonen var til modsætning til den tidligere sæson en stor skuffelse. Tyson Chandler og Raymond Felton forlod efter kontraktudløb, og handler blev lavet som resulteret i at Gerald Wallace blev sendt væk. Holdet vendte tilbage til en tabende sæson.
Før 2011-12 sæsonen blev Stephen Jackson tradet væk for endnu et pick ved 2011 draften i et forsøg på at bygge et nyt hold omkring nye unge spillere. Ved draften valgte de Bismack Biyombo med det syvende pick og med det niende pick lavede Bobcats endelig deres første rigtig gode draft pick da det valgte Kemba Walker.
2011-12 sæsonen ville blive en historisk sæson for Bobcats, men af dårlige oversager. Et ungt hold som havde sendt alle veteraner og gode spillere væk blev hurtigt bevist til at være en af ligaens absolut dårligste. Bobcats sluttede sæsonen ved at vinde kun 7 kampe og tabe 59. Med en sejrsprocent på 10,8% havde Bobcats hermed haft den procentvis mest tabende sæson i NBA historien. Sæsonen blev forkortet på grund af en lockout. På gund af den forkortet sæson holder 1972-73 Philadelphia 76ers stadig rekorden for flest nederlag på en sæson, men hvis sæsonen ikke var blevet forkortet og Bobcats havde fortsat på den trend som de var på, så havde de slået den rekord.
Selvom en historisk dårlig sæson, så lykkedes det ikke at få det først draft pick ved 2012 draften, da det gik til New Orleans Hornets. Denne draft har skabt en konspirationsteori om at lotteriet til at vælge hvem der fik det første draft valg var snyd. Teorien går på at NBA, som var midlertidigt fungerede som ejere af New Orleans Hornets imens at de ledte efter en ny permanent ejer, ved at give Net Orleans det først draft pick, og dermed retten til at vælge Anthony Davies, en sådan set garanteret superstjerne, så ville værdien af franchisen stige markant. Bobcats endte med pick nummer 2, og valgte Michael Kidd-Gilchrist, en skuffende spiller, som trods hans dygtige forsvarspil, aldrig har lykkedes at opnå sit potentiale.
Bobcats var igen et dårligt hold ved 2012-13 sæsonen, men ikke så ekstremt som året før.
Før 2013-14 sæsonen draftede Bobcats Cody Zeller med det fjerde draft pick og hentede Al Jefferson. Den unge Kemba Walker havde udviklet sig meget, og med tilføjelsen af Al Jefferson, samt god produktion fra spillere som Josh McRoberts og Gary Neal lykkedes det Bobcats at have en vindende sæson og nå til slutspillet. Der tabte de dog grundigt til det forsvarende mestre Miami Heat ledt af LeBron James.

### Reinkarnationen af Hornets
Efter at New Orleans Hornets havde ændret navn til Pelicans, valgte Charlotte Bobcats ejeren Micael Jordan at ændre navn til Charlotte Hornets. Det blev også annonceret at Pelicans var blevet enige om at transfere Charlotte Hornets historie fra 1988-2002 til det nye Charlotte Hornets franchise. På denne måde kunne Charlotte genvinde sin historie og New Orleans fik muligheden for at skabe sin egen historie.
I et forsøg på at blive bedre begyndte de genfødte Hornets at hente mange spillere på store kontrakter. Den først sæson tilbage som Hornets var ingen succes trods tilføjelsen af Lance Stephenson og Marvin Williams på dyre kontrakter.
Den anden sæson som Hornets var til gengæld en kæmpe succes. Kemba Walker havde på dette tidspunkt udviklet sig til en sand superstjerne, og med nye spillere som Nicolas Batum og Jeremy Lamb vandt Hornets 48 kampe, hvilke var den bedste sæson siden de originale Hornets. Hornets tabte igen til Heat i den første runde af slutspillet, men denne gang i en meget tæt serie på 7 kampe.
Hornets vil over de næste sæsoner konsekvent være lige præcis ikke gode nok til at nå slutspillet, og i 2019 mistede Hornets deres stjerne Kemba Walker til Boston Celtics.
Hornets blev markant dårligere unden Walker, og vandt derfor det tredje pick ved 2020 draften. Her valgte de LeMelo Ball.
I den seneste 2020-21 sæson imponerende Ball i sin debutsæson og vandt Rookie of the Year, samt tilføjede de Gordon Hayward fra Boston Celtics. Det lykkedes dog igen ikke Hornets at komme i slutspillet.

## Kendte spillere
- Larry Johnson
- Alonzo Mourning
- Muggsy Bouges
- Dell Curry
- Glen Rice
- Gerald Wallace
- Emeka Okafor
- Kemba Walker